# Katastrofa lotu Aerolínea Lanhsa 018
Katastrofa lotu Aerolínea Lanhsa 018 - katastrofa lotnicza, która wydarzyła się 17 marca 2025 roku nieopodal portu lotniczego Roatán w Hondurasie. Samolot BAe Jetstream 32 linii Aerolínea Lanhsa spadł do morza tuż po starcie. W wypadku zginęło 12 osób.

## Przebieg wypadku
Samolotem, który uległ wypadkowi był wyprodukowany w 1989 roku BAe Jetstream 32 należący do honduraskich linii lotniczych Aerolínea Lanhsa, posiadający numery rejestracyjne HR-AYW. Maszyna odbywała regularny krajowy rejs na trasie Roatán-La Ceiba. Załoga składała się z dwóch pilotów - kapitan Luis Araya oraz pierwszy oficer Francisco Lagos. Tuż po starcie z pasa startowego nr 07, samolot przestał się wznosić, a następnie mocno przechylił się w prawo i wpadł do morza nieopodal portu lotniczego Roatán. W wypadku zginęło 12 osób spośród 17 znajdujących się na pokładzie, w tym honduraski piosenkarz i polityk Aurelio Martínez.
Prezydent Hondurasu Xiomara Castro ogłosiła, że zwołała komisję, która ma na celu wyjaśnienie przyczyn. Na razie nie są znane przyczyny wypadku, przypuszcza się, że samolot doznał awarii mechanicznej, która uniemożliwiła sterowanie.